# کادیلاک ایکس‌تی۶
کادیلاک ایکس‌تی۶ (به انگلیسی: Cadillac XT6) یک کراس‌اوور لوکس سایز متوسط با صندلی‌های سه ردیفه است که توسط جنرال موتورز ساخته شده است. این وسیله نقلیه در ۱۲ ژانویه ۲۰۱۹ در نمایشگاه بین‌المللی خودروی آمریکای شمالی معرفی شد. در ژوئن ۲۰۱۹ به‌عنوان مدل ۲۰۲۰ به فروش رفت.